# آرتور کانن دویل
سِر آرتور ایگناتیوس کانن دویل  (به انگلیسی: Sir Arthur Ignatius Conan Doyle؛ ۲۲ مهٔ ۱۸۵۹ – ۷ ژوئیهٔ ۱۹۳۰) نویسنده، مؤلف و پزشک اسکاتلندی بود. او در ابتدا به حرفهٔ پزشکی می‌پرداخت اما آوازهٔ خود را مدیون خلق شخصیت شرلوک هولمز، کارآگاه خصوصی می‌باشد. او چهار رمان و بیش از پنجاه داستان کوتاه از شرلوک هولمز نوشته‌است. به‌طور کلی داستان‌های شرلوک هولمز نقطهٔ عطفی در ادبیات جنایی محسوب می‌شود.
وی در زمان خود نویسنده‌ای پرکار بوده و علاوه بر داستان‌های شرلوک هولمز؛ اشعار، نمایشنامه‌ها و رمان‌های بسیار دیگری نوشته‌است. وی همچنین از اعضای فراماسونری بود.

## نام
او اغلب به عنوان «سر آرتور کانن دویل» یا به سادگی «کانن دویل» خوانده می‌شود. او با نام «آرتور ایگناتوس کانن» و نام خانوادگی «دویل» غسل تعمید شده‌است. مایکل کانن به عنوان پدرخوانده او شناخته می‌شود. کتابخانه بریتانیا و کتابخانه کنگره او را فقط با نام «دویل» می‌شناسند.
استون دویل، سردبیر مجله بیکر استریت ژورنال، می‌نویسد: «کانن نام میانی آرتور بوده. او مدت کوتاهی پس از فارغ‌التحصیلی از دبیرستان، از کانن به‌عنوان نام‌خانوادگی استفاده کرد اما از لحاظ قانونی، نام خانوادگی او دویل است».

## اوایل زندگی

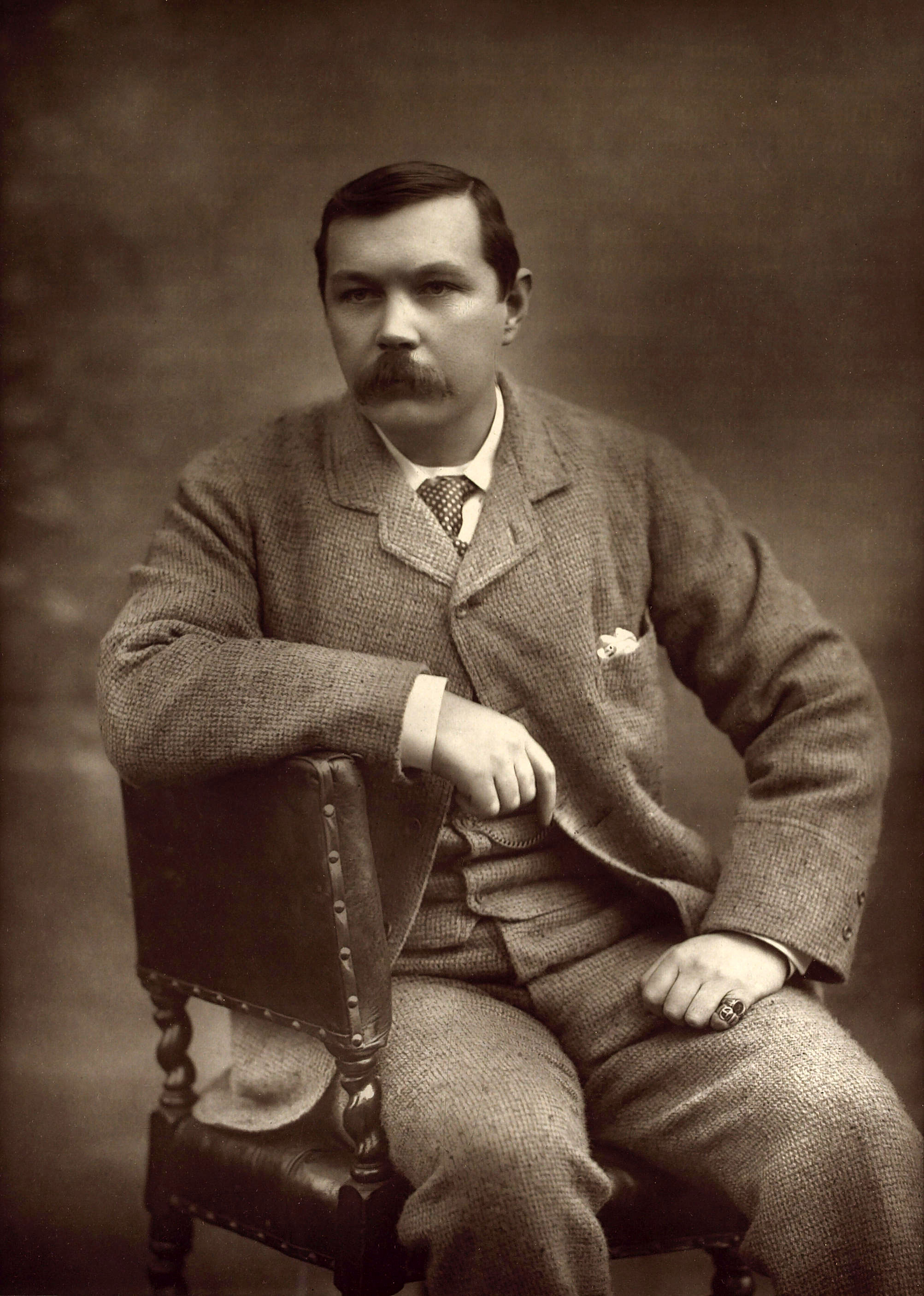
تصویر دویل توسط در ۱۸۹۳

دویل در تاریخ ۲۲ مهٔ ۱۸۵۹ در شهر ادینبورگ در اسکاتلند متولد شد. پدرش، چارلز آلتمتون دویل در انگلستان زاده شد. پدر و مادر دویل هر دو از نژاد کاتولیک ایرلندی بودند و در سال ۱۸۵۵ میلادی با هم ازدواج کردند. در سال ۱۸۶۴ میلادی، خانوادهٔ دویل به علت اعتیاد به الکل پراکنده شدند و کودکان به‌طور موقت در ادینبورگ ساکن شدند. در سال ۱۸۶۷ میلادی، خانواده توانست دوباره جمع شود و زندگی را از سر بگیرد. دویل پدر خود را در سال ۱۸۹۳ از دست داد.
دویل با کمک عموی ثروتمند خود در سن نه سالگی به مدرسه فرستاده شد و در سال ۱۸۷۵ میلادی به دانشگاه استونی‌هرست رفت. از سال ۱۸۷۵ تا ۱۸۷۶ میلادی، او در مدرسهٔ یسوایت استلا ماتینا در اتریش تحصیل کرد. او بعدها دین کاتولیک را رد کرد و به یک ندانم‌گرا تبدیل شد، و پس از مدتی عارف شد.

## حرفه پزشکی

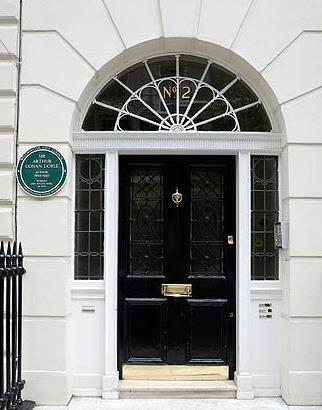
آرتور کانن دویل مطب خود را در سال ۱۸۹۱ در این مکان افتتاح کرد.

از سال ۱۸۷۶ تا ۱۸۸۱ میلادی، دویل در دانشکدهٔ پزشکی ادینبورگ تحصیل کرد. او همچنین گیاه‌شناسی عملی را در باغ گیاه‌شناسی سلطنتی ادینبورگ فرا گرفت. او در حین تحصیل، شروع به نوشتن داستان‌های کوتاه کرد. اولین داستان کوتاه او ناموفق بود و در مجلهٔ بلک‌وود به چاپ رسید. او اولین مقاله‌اش به نام «اسرار دره ساسا» را در ۶ سپتامبر ۱۸۷۹ چاپ کرد، او همچنین در ۲۰ سپتامبر ۱۸۷۹، اولین مقالهٔ علمی خود را منتشر کرد.
دویل از سال ۱۸۸۰ تا ۱۸۸۱ میلادی، به عنوان پزشک کشتی در سفرهایی به غرب آفریقا کار کرد و بالاخره در سال ۱۸۸۵ میلادی،  مدرک دکترای خود را از دانشگاه دریافت کرد.
در سال ۱۸۸۲ میلادی، دویل به همراه همکلاسی سابق خود جورج تناورین، یک مطب پزشکی تأسیس کرد و پس از مدتی مطب شخصی خود را ایجاد کرد و به طبابت پرداخت. او در ژوئن سال ۱۸۸۲ میلادی، مطب پزشکی‌اش را راه‌اندازی کرد، اما طبابت او با موفقیت انجام نشد، و او درحالی که انتظار بیمار را می‌کشید دوباره به نوشتن داستان روی آورد.
دویل حامی سرسخت واکسیناسیون اجباری بود و در چندین مقاله از این کار دفاع کرد.
در اوایل سال ۱۸۹۱ میلادی، دویل اقدام به مطالعه چشم‌پزشکی در وین کرد. او قبلاً در بیمارستان پورتسموث به مطالعه چشم پرداخته بود تا بتواند آزمایش‌های مربوط به چشم را انجام دهد. او از سوی دوستش ورنون موریس برای گذراندن آموزش‌های مربوط به جراحی چشم پیشنهاد شد. او پس از مدتی تحصیل در آلمان، کلاس‌های درس را بسیار دشوار توصیف کرد. او سرانجام تحصیل را رها کرد و به تفریح با همسرش و نوشتن کتاب در ونیز و میلان پرداخت.
او پس از بازدید از ونیز و میلان، به پاریس رفت و از ادموند لانولت، که متخصص بیماری‌های چشم بود، چشم‌پزشکی یادگرفت. او پس از مدت‌ها دوباره مطبی افتتاح کرد اما باز هم نتوانست در طبابت موفق شود.

## حرفهٔ ادبی

### شرلوک هولمز
دویل در ابتدای خلق اثر شرلوک هولمز با مشکل پیدا کردن ناشر برای داستانش مواجه شد. در ابتدا خوانندگان زیادی حاضر نبودند که برای خواندن چنین داستانی پول خرج کنند، به همین دلیل او برای چاپ داستان اتود در قرمز لاکی مجبور شد به مجلاتی روی آورد که داستان‌های مختلف و کم فروش را در کاغذهای ارزان قیمت چاپ می‌کردند.
او در سال ۱۸۹۲ میلادی، نامه‌ای به معلم سابق دانشگاهش جوزف بل نوشت و در آن گفت: «من شرلوک هولمز را مدیون شما هستم… و سعی کردم با استفاده از شخصیت و قدرت مشاهده و استنتاج شما یک انسان جدید بسازم.»
در فوریهٔ سال ۱۸۹۰ میلادی، او داستان نشانه چهار را نوشت. او داستان‌های کوتاه دیگری هم از شرلوک هولمز نوشته که در مجلهٔ استرند به چاپ رسیده‌است.
نگرش ویژهٔ دویل نسبت به شخصیت خلق کرده‌اش باعث با دوام شدن آن شخصیت شده بود. اما او در در سال ۱۸۹۳ میلادی و در داستان مشکل نهایی، شرلوک هولمز را توسط پروفسور جیمز موریارتی از بین برد. پس از آن ناشران زیادی درخواست دادند تا دویل دوباره شرلوک هولمز را زنده کند، ناشران حاضر بودند مبالغ بسیار زیادی را پرداخت کنند، که این کار باعث شهرت بیشتر شرلوک هولمز شد.
دویل در سال ۱۹۰۳ میلادی و بعد از ده سال بالاخره شرلوک هولمز را زنده کرد. او از زبان شرلوک هولمز توضیح داد که فقط جیمز موریارتی از آبشار سقوط کرده و مرده‌است، اما از آنجا که هولمز دشمنان خطرناک دیگری مانند سرهنگ سباستین موران داشت، تصمیم گرفته بود خود را مرده نشان بدهد تا بتواند تمام همدستان موریارتی را دستگیر کند. پس از زنده شدن دوباره شرلوک هولمز دویل در سال ۱۹۱۴ میلادی، داستان دره وحشت را نوشت که با واکنش مثبت خوانندگان روبه رو شد. در نهایت هولمز در ۵۶ داستان کوتاه و ۴ رمان ظاهر شد.

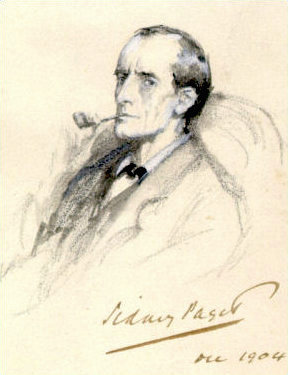
پرتره شرلوک هولمز اثر سیدنی پجت

## دیگر آثار
دویل به جز داستان‌های شرلوک هولمز نوشته‌ها و آثار زیاد دیگری دارد. او در سال ۱۸۸۸ میلادی، رمان داستان جان اسمیت را نوشت که البته ناتمام ماند و تنها در سال ۲۰۱۱ منتشر شد. او مجموعه داستان‌های کوتاه دیگری هم نوشته‌است.
دویل بین سال‌های ۱۸۸۸ تا ۱۹۰۶ میلادی، هفت رمان تاریخی نوشت که بسیاری از منتقدان آن رمان‌ها را بهترین اثر او می‌دانستند.

## خانواده

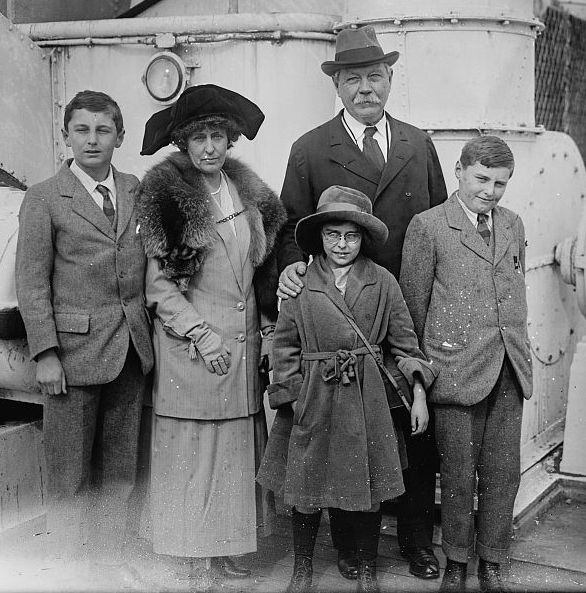
دویل و خانواده‌اش

در سال ۱۸۸۵ میلادی، دویل با لوئیزا (که گاهی «توئی» نامیده می‌شود) هاوکینز (۱۸۵۷–۱۹۰۶) ازدواج کرد. او کوچک‌ترین دختر جی هاوکینز، اهل مینستروورث، گلاسترشایر و خواهر یکی از بیماران دویل بود. لوئیزا از سل رنج می‌برد. در سال ۱۹۰۷، یک سال پس از مرگ لوئیزا، وی با ژان الیزابت لکی (۱۸۷۴–۱۹۴۰) ازدواج کرد. او در سال ۱۸۹۷ با ژان ملاقات و عاشقش شده بود، اما از آنجا که همسر اولش هنوز زنده بود، به دلیل وفاداری به او رابطه افلاطونی برقرار کرد. لوئیزا ده سال دیگر زنده ماند و در لندن درگذشت.
دویل پنج فرزند به دنیا آورد. وی از همسر اول خود دو فرزند داشت: ماری لوئیز (۱۸۸۹–۱۹۷۶) و آرتور آلین کینگزلی، معروف به کینگزلی (۱۸۹۲–۱۸۱۸). او از همسر دوم خود سه فرزند دیگر هم داشت: دنیس پرسی استوارت (۱۹۰۹– ۱۹۵۹)، که شوهر دوم شاهزاده خانم گرجی نینا مدیوانی شد. آدریان مالکوم (۱۹۷۰–۱۹۱۰)؛ و ژان لنا آنت (۱۹۱۲–۱۹۹۷). تمام فرزندان دویل بدون هیچ مشکل خاصی درگذشتند، بنابراین او هیچ نوهٔ مستقیمی ندارد.

## درگذشت
کانن‌دویل در ۷ ژوئیهٔ سال ۱۹۳۰ میلادی بر اثر سکته قلبی در سن ۷۱ سالگی درگذشت.

## میراث ادبی
پس از درگذشت کانن‌دویل، نویسنده‌های بسیاری به تقلید از او داستان‌های شرلوک هولمز را ادامه دادند که از مشهورترینشان لورن دی. استلمن است. تا کنون دو کتاب از او با نام‌های دکتر جکیل و آقای هولمز و شرلوک هولمز علیه دراکولا به همت نشر قطره به زبان فارسی ترجمه شده‌است.